# Massacre de Jilava

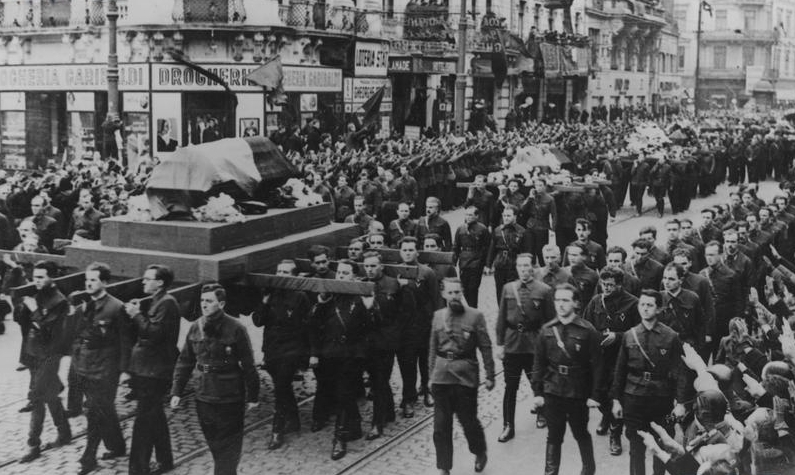
Multidão acompanha o cortejo fúnebre de Corneliu Zelea Codreanu, em 30 de novembro de 1940.

O Massacre de Jilava constituiu no assassinato de sessenta e quatro presos na prisão romena de Jilava, levado a cabo por membros da Guarda de Ferro em 26 de novembro de 1940 como retaliação pelo assassinato de seus dirigentes em 1938 e pela perseguição da organização por parte do regime real de Carlos II, do qual havia pertencido parte dos assassinados.
O massacre, junto de outros assassinatos e assaltos cometidos quase que simultaneamente, fazia parte de um plano que visava eliminar as figuras políticas do reinado anterior e provocou a ruptura da aliança de governo entre o general Ion Antonescu e a guarda, resultando no conflito armado entre as duas partes em janeiro de 1941.

## Antecedentes

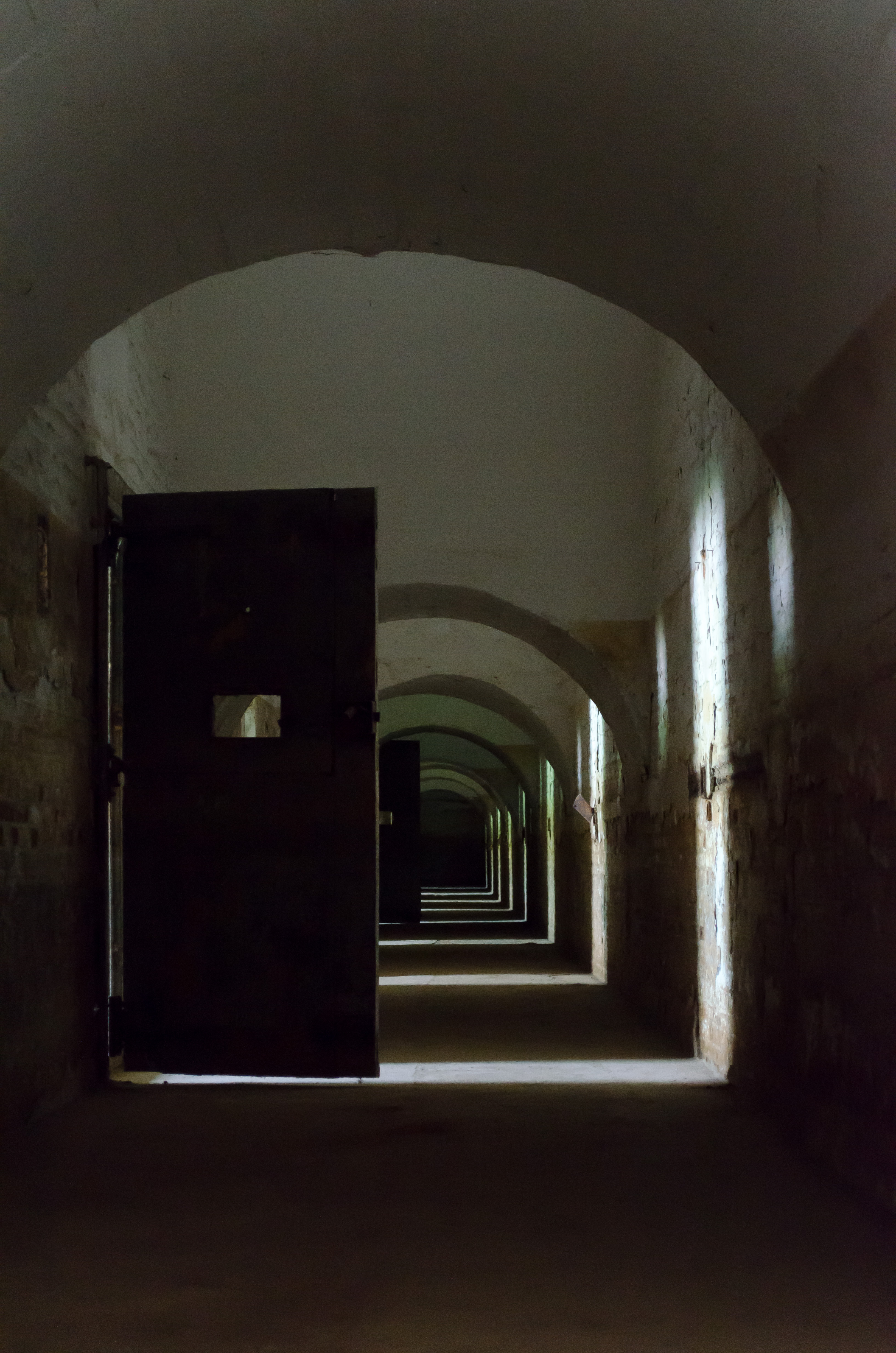
Interior da prisão de Jilava, onde teve lugar o massacre na noite de 26 de novembro de 1941.

A Guarda de Ferro desejava vingar-se das duras medidas repressivas levadas a cabo contra ela durante o governo de Carlos II. O precipitado exílio do monarca, no começo de setembro, havia impedido que seus principais seguidores conseguissem evitar a prisão. Antonescu, no entanto, insistiu em investigar judicialmente a repressão real mediante um tribunal especial, que deu início a um lento processo de investigações e detenções. A maior parte dos detidos, entre os quais estavam o ex-prefeito da capital Gabriel Marinescu, o chefe do serviço secreto Mihail Moruzov, o general Ion Bengliu (responsável direto pelo assassinato de Codreanu), o general Gheorghe Argeşanu (que dirigiu a repressão da guarda após o assassinato de Armand Călinescu) e outros sessenta e sete membros da gendarmaria e da polícia, ficaram presos em Jilava sob a vigilância dos legionários.
A parte da investigação oficial, a guarda criou seu próprio comitê de investigação, que ordenou a prisão de outras trinta e três pessoas. Concomitantemente, sucederam-se as cerimônias funerárias de enterro das vítimas da repressão real e preparava-se a principal, de Corneliu Zelea Codreanu e os treze companheiros que foram assassinados junto com ele em 1938, que seria realizada em 30 de novembro.
Quando o tribunal encarregado da investigação ordenou, em 15 de outubro, ao alcaide da prisão, o coronel e membro da guarda Stefan Zavoianu, que transferisse quatro dos detidos para a prisão militar de Vacaresti, este desobedeceu repetidamente a ordem. Nem mesmo a intervenção do ministro da Justiça, feita a pedido do tribunal, fez com que Zavoianu a acatasse. A suspeita dos legionários de que Antonescu não pensava em executar os considerados responsáveis de sua repressão anterior foi a razão da insubordinação de Zavoianu.

## Vítimas
Dois fatos desencadearam o massacre: a transferência de Gabriel Marinescu e Ion Bengliu para um sanatório por ordem dos legionários e o consequente pedido dos prisioneiros, temerosos por sua segurança, de substituir a guarda legionária por uma militar. Quando as autoridades militares decidiram substituir Zavoianu e os legionários por militares na prisão, e comunicaram-nos no dia 26 de novembro (a troca dar-se-ia três dias depois), os legionários decidiram assassinar os presos neste mesmo dia.
O massacre foi perpetrado por membros do Corpo Legionário de Trabalhadores e por alguns comandantes policiais simpatizantes da guarda. Apesar da versão oficial apresentada na época, que atribuiu as mortes à indignação legionária pelo encontro do cadáver do fundador de sua organização, na realidade os assassinatos eram parte de um plano de eliminar, mediante um expurgo radical, aqueles que haviam se destacado tanto na ditadura real quanto nos governos democráticos anteriores.

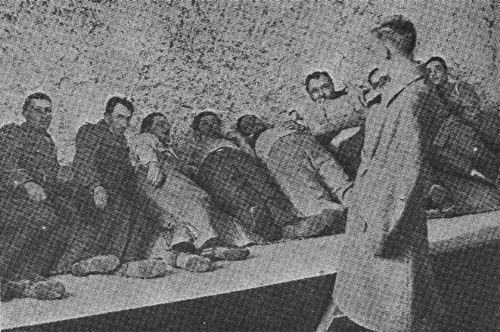
Reconstituição do massacre: o legionário Marcu Octavian mostra como os prisioneiros foram executados.

Na noite do dia 26 para o dia 27 de novembro, os legionários que estavam participando das exumações na prisão entraram nas selas e assassinaram sessenta e quatro prisioneiros,[nt 1] os quais culparam pelo massacre de seus companheiros. Entre as vítimas encontravam-se destacadas figuras civis e militares da ditadura carolina, mas também presos de pouca ou nenhuma relevância, vítimas da fúria dos assaltantes, que os assassinaram usando armas de fogos, ferramentas e machados. Na mesma noite, outro grupo de legionários vitimou onze judeus em Ploiești. Outros quantos antigos comissários da polícia também pereceram por mãos de membros da guarda. No dia seguinte, nas primeiras horas da tarde, outro grupo assassinou o destacado historiador e político romeno Nicolae Iorga (detido na prisão de Codreanu porém também mentor de gerações de ultranacionalistas e antissemitas) e o ex-ministro das finanças Virgil Madgearu, sequestrados de suas residências. Outros destacados políticos do regime anterior como os ex-primeiros-ministros Ion Gigurtu, Gheorghe Tătărescu e Constantin Argetoianu foram detidos pela guarda por ordem de Zavoianu, e só salvaram-se graças à intervenção do homem de confiança de Antonescu no Ministério do Interior, o tenente-coronel Alexander Riosianu. Este os transferiu para o ministério para protegê-los; ali, sofreram uma segunda tentativa frustrada de assassinato na mesma noite.

## Consequências
Os assassinatos enfureceram não só Antonescu (que, no entanto, não demonstrou nenhuma piedade para como as vítimas) e assinalaram o momento de maior tesão da sua coalização com os legionários, mas também desagradaram Adolf Hitler, que até então outorgava grande importância para a ordem interna romena. O país não apenas seria um aliado na futura campanha contra a União Soviética, ademais, desde o fracasso italiano ante a Grécia, a Romênia havia se convertido no caminho forçoso de uma ofensiva alemã contra a nação helênica, visando resguardar os Balcãs de futuras incursões britânicas. Os assassinatos colocaram fim, em todo o caso, a toda possibilidade de entendimento entre Antonescu e a Guarda, situação que em janeiro de 1941 conduziu a um choque violento pelo poder e ao fim da coalizão governamental. A rejeição das mortes, no entanto, foi mais notável entre a população acomodada e a antiga classe política que entre as classes populares, que em alguns casos receberam com certa indiferença ou empolgação um dos poucos casos de violência digirida como aqueles. De fato, o funeral de Codreanu, que teve lugar em 30 de novembro e foi organizado pelos dirigentes da Guarda de Ferro atraiu uma grade multidão, apesar do frio intenso e da longa procissão. O apoio popular foi tão grande, que Sima teve que proibir a entrada de novos membros para a organização durante a primeira metade de dezembro.
Após tentar em vão que os ministros da guarda condenassem as mortes durante o conselho extraordinário de ministros de 27 de novembro, no dia seguinte Antonescu promulgou um decreto que impunha a pena de morte ao crime de assassinato e duras penas de trabalhos forçados pela usurpação de propriedade privada, o alienamento da moradia ou a violação da "liberdade individual". No mesmo decreto, Antonescu demitiu-se de seu cargo a favor de Zavoianu, apesar deste ter se recusado e ter se fortificado em Jivala.
Antonescu ordenou mais tarde uma grande investigação que se estendeu por quatro meses e cujos resultados se publicaram pouco depois da entrada da Romênia na Segunda Guerra Mundial, no verão de 1941. Dos trinta e oito acusados, trinta e três foram condenados a morte ou a duras penas de prisão.